# Olimp, Constanța

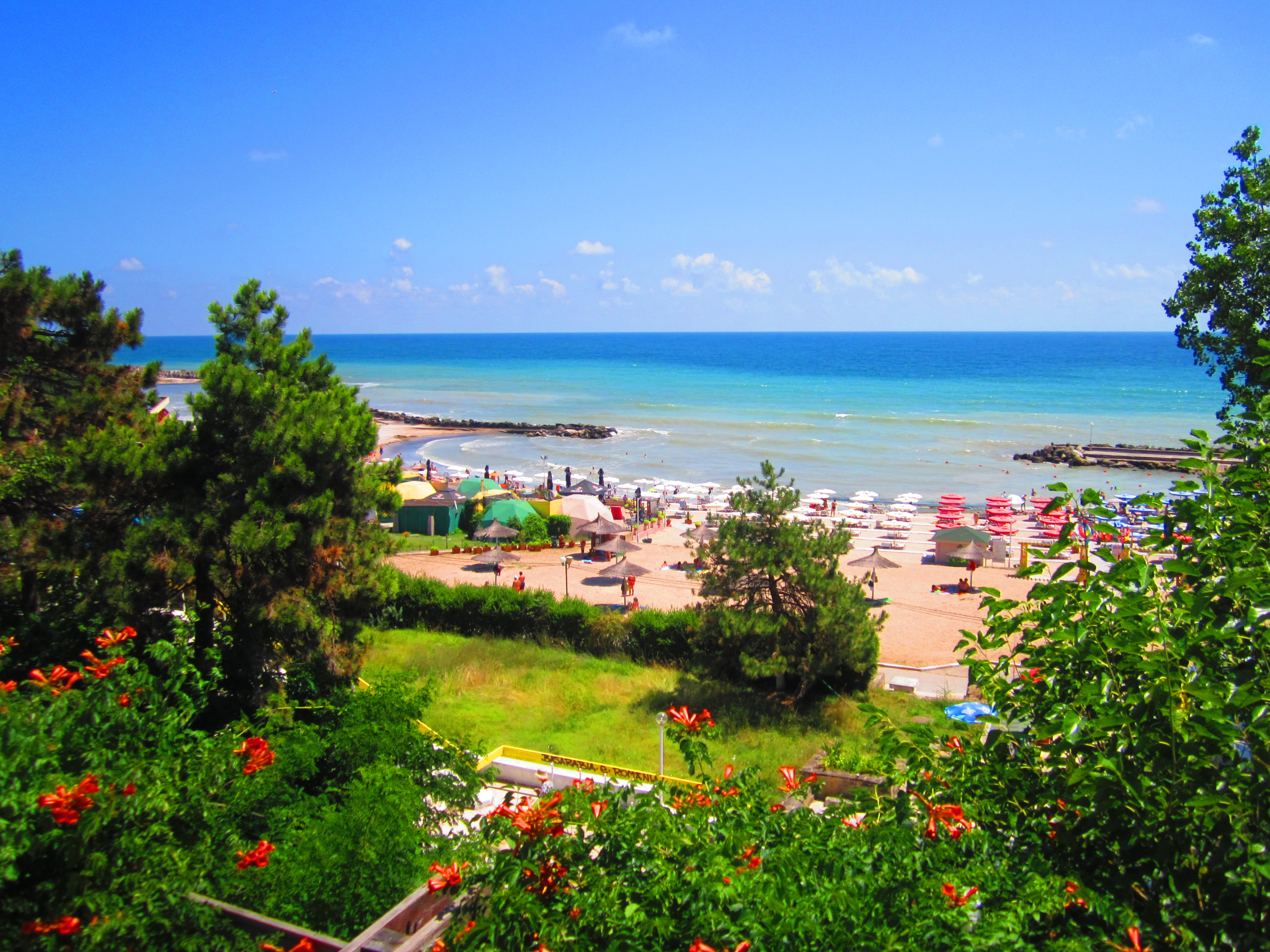
Faleza și vedere spre mare

Olimp este o localitate componentă a municipiului Mangalia din județul Constanța, Dobrogea, România. A intrat în circuitul turistic în anul 1972. Stațiunea era vizitată mai ales pentru curele heliomarine, pentru tratarea unor afecțiuni reumatice, ginecologice, posttraumatice, endocrine, respiratorii, dermatologice. Curele Anei Aslan atrăgeau aici mii de vizitatori, inclusiv străini.
Deși Olimpul este doar un cartier (stațiune balneoclimaterică) al municipiului Mangalia, nomenclatorul administrativ al localităților o socotește (greșit din punct de vedere geografic deoarece stațiunea nu este o localitate permanent locuită) ca fiind un "sat".
În perioada comunistă, această stațiune era foarte scumpă, fiind considerată de lux, rezervată "tovarășilor" importanți și "oaspeților de onoare" (de exemplu secretari generali ai Partidelor comuniste occidentale sau intelectuali occidentali comuniști, invitați de Nicolae Ceaușescu). În prezent nu mai este așa de căutată, iar cei care vin aici caută mai ales liniștea și relaxarea.
Olimp dispune de o faleză înaltă care oferă o panoramă frumoasă asupra Mării Negre, iar plaja este aglomerată în tot timpul sezonului estival. Plaja stațiunii Olimp are două caracteristici: cea din partea de sud spre Neptun este o plajă îngustă, mărginită de o faleză destul de înaltă. Urmează o porțiune de plajă sălbatică între Olimp, 23 August și Tuzla care nu este frecventată de turiști exceptând grupurile de nudiști, plaja fiind mai lată dar neamenajată.
Stațiunea dispune de o capacitate de cazare formată din hoteluri și vile.

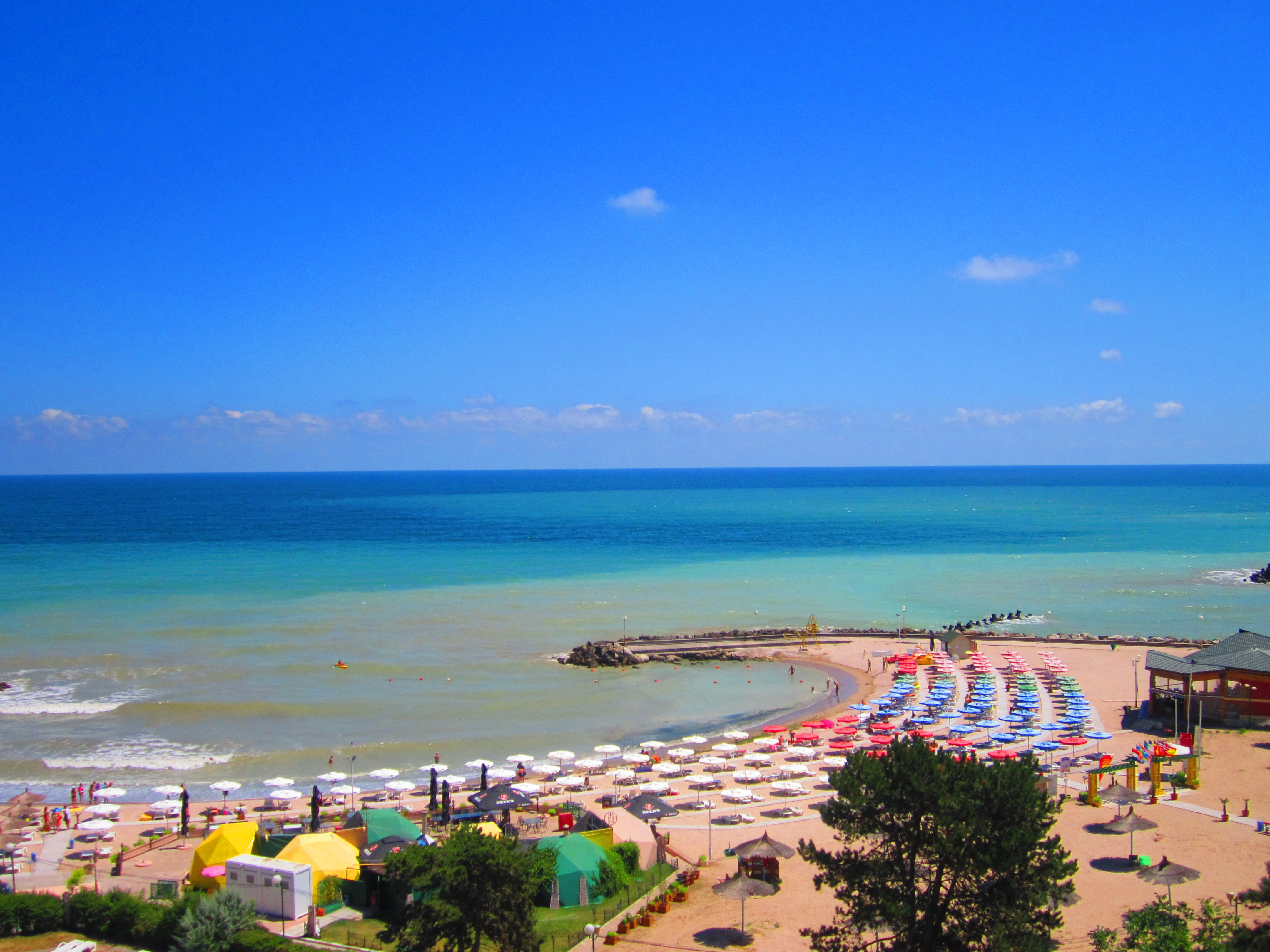